# Скляр, Моасир
Моасир Жайме Скляр (порт. Moacyr Jaime Scliar; 23 марта 1937, Порту-Алегри — 27 февраля 2011, там же) — бразильский писатель.

## Биография
Моасир Жайме Скляр родился в семье еврейских выходцев из Бессарабии, переселившихся в Бразилию в 1919 году. Учился в школе с обучением на идише, затем в католической гимназии. Окончил медицинский факультет Федерального университета в Порту-Алегри (1962), в 1970 году продолжил медицинское образование в Израиле.
Занимался проблемами охраны общественного здоровья. Преподавал в Федеральном университете медицинских наук в Порту-Алегри, читал португальский язык и литературу в Брауновском и Техасском университетах. Дебютировал в литературе книгой рассказов «Истории врача в годы учения» (1962).
Скончался от инсульта.

## Творчество
Автор романов, рассказов, эссе, книг для детей. Действие его произведений часто происходит в среде еврейских эмигрантов в Бразилии. Роман Скляра «Кентавр в саду» (1980) включён Национальным еврейским книжным центром США в число 100 лучших произведений современных еврейских авторов.
По общему признанию, основной сюжетный ход романа Скляра «Макс и кошки» (1981) использован в романе Янна Мартела «Жизнь Пи», завоевавшем Букеровскую премию (2002).

## Произведения

### Новеллы
- Карнавал животных / O carnaval dos animais (1968)
- Баллада о лже-Спасителе / A balada do falso Messias (1976)
- Histórias da terra trêmula (1976)
- O anão no televisor (1979)
- Загадочное око / O olho enigmático (1986)
- O amante da Madonna (1997)
- Histórias para (quase) todos os gostos (1998)
- Pai e filho, filho e pai (2002)
- Histórias que os jornais não contam (2009)

### Романы
- Война в Бонфин / A guerra no Bom Fim (1972)
- Один в поле воин / O exército de um homem só (1973)
- Боги Рахили / Os deuses de Raquel (1975)
- O ciclo das águas (1975)
- Mês de cães danados (1977)
- Doutor Miragem (1979)
- Добровольцы / Os voluntários (1979)
- Кентавр в саду / O centauro no jardim (1980)
- Макс и кошки / Max e os felinos (1981)
- Странная нация Рафаэля Мендеса / A estranha nação de Rafael Mendes (1983)
- Cenas da vida minúscula (1991)
- Sonhos tropicais (1992)
- A majestade do Xingu (1997)
- Женщина, написавшая Библию / A mulher que escreveu a Bíblia (1999)
- Леопарды Кафки / Os leopardos de Kafka (2000)
- Na Noite do Ventre, o Diamante (2005)
- Ciumento de carteirinha (2006)
- Manual da Paixão Solitária (2008)
- Eu vos abraço, milhões (2010)

### Эссе
- A condição judaica (1987)
- Do mágico ao social: a trajetória da saúde pública (1987)
- Cenas médicas (1988)
- Enígmas da Culpa (2007)

### Публикации на русском языке
- Кентавр в саду. — СПб.: Амфора, 2002.
- Леопарды Кафки // Иностранная литература, 2014, № 7. — С. 3—71.

## Признание
Книги Скляра переведены на английский, французский, немецкий, испанский, итальянский, иврит и другие языки. Несколько его романов и новелл экранизированы. Он — член Бразильской литературной академии (2003), лауреат премии Жабути (1988, 1993, 2009) и многих других национальных премий.